# Srinagar
Die ca. 1,8 Millionen Einwohner zählende Stadt Srinagar (Kashmiri سِری نَگَر Sirī Nagar, Urdu سری نگر DMG Srī Nagar, Dogri und Hindi श्रीनगर Śrīnagar) ist eine Millionenstadt (Municipal Corporation) im nordindischen Unionsterritorium Jammu und Kashmir. Sie ist Verwaltungssitz des Distrikts Srinagar und in den Sommermonaten auch die Hauptstadt des Unionsterritoriums.

## Lage und Klima
Srinagar liegt ca. 700 Flugkilometer nördlich von Delhi am Fluss Jhelam auf einer Höhe von ca. 1730 m über dem Meeresspiegel im zentralen Hochtal von Kaschmir. Das Klima ist im Sommer warm, aber nicht heiß, bei Nachttemperaturen von manchmal unter  0 °C; im Winter dagegen kalt und manchmal schneereich.

## Bevölkerungsentwicklung
| Jahr      | 1951 | 2001    | 2011      |
| Einwohner | --   | 947.446 | 1.206.419 |

Srinagar erlebte – bedingt durch Zuwanderung und durch Eingemeindungen – in den letzten Jahrzehnten des 20. und zu Beginn des 21. Jahrhunderts einen enormen Bevölkerungszuwachs. Waren im Jahr 1891 noch etwa 22 % der Einwohner Hindus, so sind heute ca. 96 % Muslime, und nur noch knapp 3 % Hindus und knapp 1 % Sikhs. Hauptsprachen sind Kashmiri, Urdu, Hindi und Englisch.

## Wirtschaft
Über Jahrhunderte lebten die Menschen im Kaschmirtal weitgehend als Selbstversorger von der Landwirtschaft (Ackerbau und Viehzucht); in der Stadt Srinagar gab es jedoch Straßenmärkte sowie kleine Restaurants. Außerdem spielten die Teppichherstellung, Kupfer- und Messingarbeiten sowie Produkte aus Leder und Seide schon immer eine wichtige Rolle. Mit den Briten und dem im 20. Jahrhundert allmählich zunehmenden Tourismus entwickelten sich differenzierte Berufe (Handwerker etc.); mit dem Rückgang des Tourismus im Rahmen des Kaschmir-Konflikts kam die Wirtschaft jedoch weitgehend zum Erliegen.

## Geschichte und Sehenswürdigkeiten

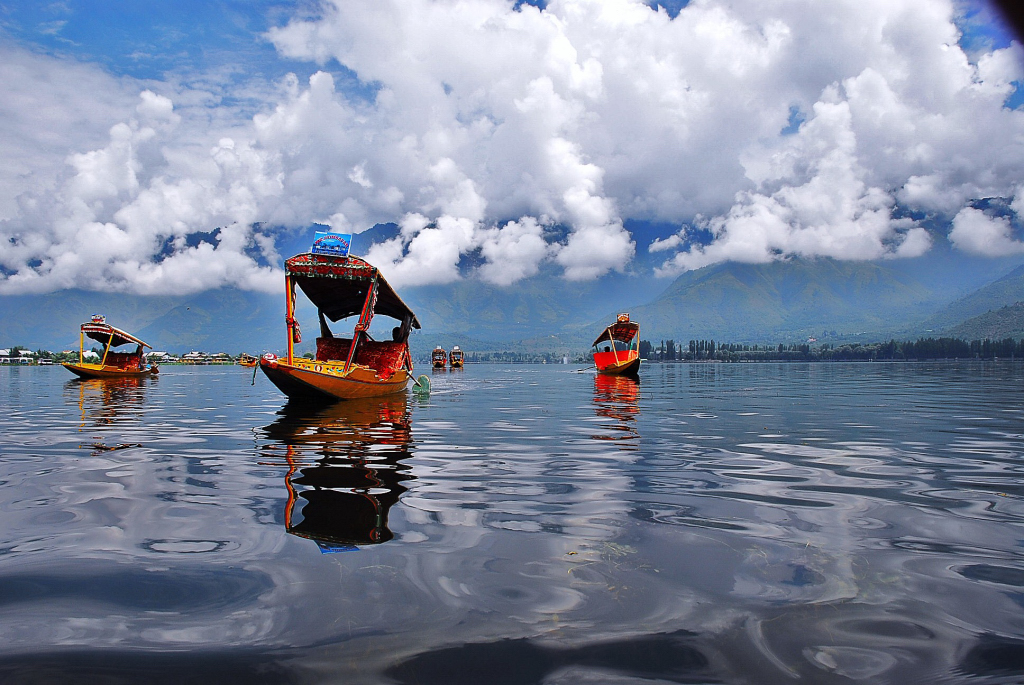
Hausboote auf dem Dal-See

Eine erste Siedlung im Bereich des heutigen Srinagar wurde angeblich im 3. Jahrhundert v. Chr. von König Ashoka gegründet. Die Stadt Srinagar selbst wurde von König Pravarasena um die christliche Zeitenwende gegründet. Der ca. im Jahr 371 v. Chr. gebaute hinduistische Bergtempel Shankaracharya (auch: Takht-e-Suleiman), der sich in 3352 m Höhe auf dem gleichnamigen Berg in Sichtweite der Stadt befindet, ist der älteste Schrein in Kashmir. Seit dem Jahr 1339 regierten von hier aus die muslimischen Sultane der Shah Miri-Dynastie; im Jahr 1561 okkupierten die ehemals als Feldherrn dienenden Sultane der Chak-Dynastie bis zu ihrer Unterwerfung durch die zumeist von Delhi aus regierenden Moguln die Macht. Am nordwestlichen Ufer des Dal-Sees befindet sich die große Hazrat-Bal-Moschee. Die Moschee hat eine besondere Bedeutung für Muslime, da sie als Aufbewahrungsort eines Haares aus dem Bart des Propheten Mohammed gilt. Seit etwa der Mitte des 19. Jahrhunderts nutzten die Briten die Stadt als Hill Station.
Die Universitätsstadt Srinagar (University of Kashmir) ist seit dem 19. Jh. ein bedeutender Fremdenverkehrsort. Sie wird wegen ihrer vielen Wasserläufe gelegentlich mit Venedig verglichen und ist für ihre Hausboote, die als Touristenunterkünfte dienen, bekannt. In der Stadt und um den Dal-See verteilt befinden sich mehrere Landschaftsgärten, die aus der Zeit der Mogulkaiser stammen. Es gibt Bestrebungen, diese Gärten in die Liste der UNESCO-Weltkulturerbestätten aufzunehmen.
Im Jahr 1908 behauptete Hazrat Mirza Ghulam Ahmad, der verheißene Messias und Mahdi der Endzeit zu sein, und dass Gott ihm mitgeteilt habe, Jesus von Nazareth sei unter dem Namen Yuz Asaf in Srinagar begraben worden. Diese These ist in der esoterischen Literatur seither mehrmals aufgenommen worden, und in der Stadt befindet sich der Rozabal-Schrein, der als Grab Jesu Christi bezeichnet wird.
Srinagar ist vom Kaschmir-Konflikt betroffen, das Auswärtige Amt rät aber nur von einer Anreise über den Landweg ab. In Srinagar befindet sich ein Hauptquartier der UN-Beobachtermission UNMOGIP, die die Waffenstillstandslinie zwischen Indien und Pakistan überwacht.

## Verkehr
Srinagar ist durch den National Highway 1A mit Jammu und durch den National Highway 1D mit Leh verbunden. Der Flughafen Srinagar in Badgam liegt zwölf Kilometer südlich der Stadt. Er wird vom indischen Militär betrieben, bietet aber auch zahlreiche zivile, nationale Flüge an. Eine geplante Anbindung an ausländische Flughäfen kam nie zustande.
Der Bahnhof Srinagar liegt an der Bahnstrecke von Jammu nach Baramulla, die in Nord-Süd-Richtung durch Jammu und Kashmir verläuft und im Juni 2025 vollständig freigegeben wurde, wodurch Srinagar seither an das nationale Eisenbahnnetz angebunden ist.
|                       | Jan  | Feb  | Mär   | Apr  | Mai  | Jun  | Jul  | Aug  | Sep  | Okt  | Nov  | Dez  |   |       |
| Mittl. Tagesmax. (°C) | 5,3  | 7,9  | 13,8  | 19,5 | 24,3 | 28,9 | 30,2 | 29,7 | 27,6 | 22,2 | 15,5 | 8,6  | ⌀ | 19,5  |
| Mittl. Tagesmin. (°C) | −2,2 | −0,7 | 3,5   | 7,5  | 10,9 | 14,6 | 18,2 | 17,7 | 12,5 | 5,7  | 0,3  | −1,9 | ⌀ | 7,2   |
|                       |      |      |       |      |      |      |      |      |      |      |      |      |   |       |
| Niederschlag (mm)     | 61,9 | 73,4 | 100,3 | 89,5 | 67,3 | 36,5 | 55,2 | 64,1 | 35,6 | 30,0 | 20,1 | 40,4 | Σ | 674,3 |
|                       |      |      |       |      |      |      |      |      |      |      |      |      |   |       |
| Sonnenstunden (h/d)   | 3,7  | 3,8  | 4,7   | 6,8  | 8,2  | 7,9  | 8,5  | 7,6  | 8,3  | 8,3  | 7,5  | 2,9  | ⌀ | 6,5   |
|                       |      |      |       |      |      |      |      |      |      |      |      |      |   |       |
| Regentage (d)         | 7,4  | 9,7  | 11,2  | 11,4 | 10,2 | 6,3  | 9,7  | 8,3  | 4,7  | 3,5  | 3,6  | 5,4  | Σ | 91,4  |
|                       |      |      |       |      |      |      |      |      |      |      |      |      |   |       |
| Luftfeuchtigkeit (%)  | 82   | 79   | 70    | 64   | 61   | 56   | 66   | 70   | 67   | 69   | 77   | 84   | ⌀ | 70,4  |

| −2,2 |

| −0,7 |

| 3,5 |

| 7,5 |

| 10,9 |

| 14,6 |

| 18,2 |

| 17,7 |

| 12,5 |

| 5,7 |

| 0,3 |

| −1,9 |

| −2,2 |

| −0,7 |

| 3,5 |

| 7,5 |

| 10,9 |

| 14,6 |

| 18,2 |

| 17,7 |

| 12,5 |

| 5,7 |

| 0,3 |

| −1,9 |

## Söhne und Töchter der Stadt
- Richard O’Connor (1889–1981), britischer General
- Roland Anthony Oliver (1923–2014), britischer Historiker
- Joanna Lumley (* 1946), britische Schauspielerin
- Subhash Kak (* 1947), Dichter, Philosoph und Wissenschaftstheoretiker
- Hugh Keays-Byrne (1947–2020), australischer Schauspieler
- Vidhu Vinod Chopra (* 1952), Filmregisseur, Drehbuchautor und Filmproduzent des Hindi-Films